# Unhos
Unhos ist ein Ort und eine ehemalige Gemeinde (Freguesia) im portugiesischen Kreis Loures. Die Gemeinde hatte 9435 Einwohner (Stand 30. Juni 2011).
Am 29. September 2013 wurden die Gemeinden Unhos, Apelação und Camarate zur neuen Gemeinde União das Freguesias de Camarate, Unhos e Apelação zusammengeschlossen.